# Max Rudolf
Max Rudolf (Frankfurt del Main, 15 de juny de 1902 - 28 de febrer de 1995) va ser un director d'orquestra alemany, nacionalitzat estatunidenc.
Rudolf va estudiar violoncel, piano, orgue, trompeta, i composició al Conservatori Hoch a Frankfurt. Va dirigir a Friburg de Brisgòvia, Darmstadt, i Praga, abans de traslladar-se als Estats Units el 1940. El 1945, es va nacionalitzar nord-americà. Va dirigir a l'Òpera del Metropolitan entre 1946 i 1958, quan va ser nomenat director musical de l'Orquestra Simfònica de Cincinnati per 13 anys. Durant aquest període es va convertir en un destacat professor, impartint classes al Tanglewood Institute.
Va escriure The Grammar of Conducting, l'obra més utilitzada pels directors d'orquestra. Aquest llibre va aparèixer el 1950, sent reeditat amb importants revisions el 1980 i novament el 1994. Després de dirigir a Cincinnati, va ocupar els càrrecs de director de l'Orquestra Simfònica de Dallas durant una temporada (1973 - 1974) i d'assessor artístic de l'Orquestra Simfònica de Nova Jersey (1976 - 1977), sent a més contractat per les grans orquestres d'Amèrica, i interpretant en els principals teatres d'òpera. També va ser cap de l'òpera i del departament de direcció de l'Institut Curtis de Música (1970 - 1973 i 1983 - 1989).